# George Eiten
George Eiten (1923-2012) fue un botánico estadounidense, que desarrolló sus actividades científicas en la Universidad de Brasilia.

## Algunas publicaciones
- 1962. Termos sugeridos para habitas e vegetacão no Estado de São Paulo: (paro uso nos rótules de herbario). 5 pp.
- 1972. The cerrado vegetation of Brazil. Bot. Rev., 38: 201-241
- 1977. Delimitacao do conceito do cerrado. Arq. J. Bot., 21: 125-134
- 1979. Formas fisionomicas do cerrado. Revta, Brasil. Bot., 2: 139-48
- 1992. Natural Brazilian vegetation types and their causes. An. Acad. Bras. Cienc., 64 (Suppl. 1): 35-65
- 1994. Vegetacao do Cerrado. En: M. N. Pinto (ed.), Cerrado. Sematec/Editora UnB, Brasilia

### Libros
- 1959. Taxonomy and regional variation of Oxalis section Corniculatae. Ed. Faculty of Pure Science, Columbia Univ. 758 pp.
- 1963. Habitat flora of Fazenda Campininha, São Paulo, Brazil. I--Introduction, species of the "cerrado", species of open wet ground. 231 pp.
- 1968. Vegetation forms: a classification of stands of vegetation based on structure, growth from of the components, and vegetative periodicity. Nº 4 de Boletim, Brazil (State). São Paulo Instituto de Botânica. 88 pp.
- ---------, Alberto Löfgren. 1970. A vegetação do Estado de São Paulo (en portugués y en inglés). Nº 7 de Boletim, São Paulo (Brazil : State). Instituto de Botânica. 169 pp.
- 1977. The cerrado vegetation of Brazil. The botanical review. Ed. New York Botanical Garden. 462 pp.
- 1983. Classificacao da vegetacao do Brasil. Ed. CNPq, Brasilia. 305 pp.
- 1994. Duas travessias na vegetação do Maranhão. Ed. BOT-IB. 72 pp.
- 1997. Uso do termo savana. 98 pp.
- 2001. Natural vegetation of the Federal District, Brazil. 34 pp.
- 2001. Vegetação natural do Distrito Federal. Ed. SEBRAE/DF. 162 pp. ISBN 8573333235

- La abreviatura «G.Eiten» se emplea para indicar a George Eiten como autoridad en la descripción y clasificación científica de los vegetales.[1]

## Honores
El género Eitenia, un endemismo brasileño de la familia Asteraceae, le ha sido dedicado por Robert Merrill King & Harold Ernest Robinson y publicado en Phytologia, 28: 282-285, 1974.